# Интенбергс, Янис
Янис Интенбергс (латыш. Jānis Intenbergs; 1 апреля 1959, Лиепая, Латвийская ССР) — советский и латвийский футболист, латвийский футбольный тренер.

## Биография

### Игровая карьера
Воспитанник ДЮСШ Лиепая. На взрослом уровне начинал играть в 1977 году в составе клуба второй лиги СССР «Звейниекс», за который выступал в течение 8 лет. В 1985 году стал игроком клуба первой лиги «Даугава». В том же сезоне вместе с командой стал победителем зоны «Запад», а затем победителем финального этапа в группе «А», что позволило «Даугаве» принять участие в переходном турнире. Интенбергс сыграл в трёх матчах переходного турнира из шести, но его команда заняла последнее место, набрав 3 очка, и осталась в первой лиге. В 1986 году игрок продолжил выступать за «Даугаву», а в 1987 году вернулся в «Звейниекс». В сезоне 1989/90 выступал за польский клуб «Стомиль», после чего вновь оказался в клубе «Звейниекс», сменившем название на «Олимпия», и в его составе провёл 6 матчей и забил 1 гол во второй низшей лиге СССР. В 1991 году перешёл в основанный в том же году одноимённый клуб «Олимпия» Лиепая из чемпионата Латвийской ССР. В его составе забил 19 голов, заняв четвёртое место в списке лучших бомбардиров и вошёл в число 22 лучших футболистов лиги в сезоне 1991. В сезоне 1991/92 вновь выступал в Польше, за клуб второй лиги «Олимпия» Эльблонг. В 1992 году вернулся в «Олимпию» из Лиепаи, за которую выступал в высшей лиге независимой Латвии и за три сезона сыграл 28 матчей в которых забил 9 голов. В 1995 году перешёл в «Металлург» Лиепая (на тот момент известный как «ДАГ-Лиепая»), где провёл ещё два сезона, после чего завершил игровую карьеру.

### Тренерская карьера
В 1997 году Интенбергс был исполняющим обязанности главного тренера «Металлург» Лиепая. В следующий раз возглавил клуб в 2012 году и оставался в должности главного тренера вплоть до января 2014 года, когда из-за отсутствия финансирования «Металлург» был расформирован. Затем продолжил карьеру в системе клуба «Лиепая», где возглавлял фарм-клуб «Лиепая II», а с 2017 года также юношескую команду до 19 лет. 
20 февраля 2020 года вошёл в тренерский штаб Дайниса Казакевича в сборной Латвии.

## Достижения
- Победитель первой лиги СССР: 1985